# Вудро Вилсон
Томас Вудро Вилсон (енгл. Thomas Woodrow Wilson; Стонтон, 28. децембар 1856 — Вашингтон, 3. фебруар 1924) је био 28. председник САД. Био је председник САД од 4. марта 1913. до 3. марта 1921, за време трајања Првог светског рата. Добитник је Нобелове награде за мир 1919. године.“

## Рана младост, образовање и породица
Томас Вудро Вилсон је рођен у Стонтону, Вирџинија 1856. као треће од четворо деце свештеника др. Џозефа Раглса Вилсона и Џенет Вудро. Порекло му је шкотско-ирско, родитељи његових родитеља су имигрирали у САД из околине Страбана, округ Тајрон, у данашњој Северној Ирској. Већ део свог детињства, све до 14. године, Вилсон је провео у Огасти, Џорџија, где је његов отац био свештеник Прве презвитеријанске цркве. Живео је и у Колумбији, главном граду државе Јужне Каролине од 1870. до 1874, где му је отац био професор на Презвитеријанској богословији. Вилсонови родитељи су пореклом били из Охаја, где му је деда био аболициониста, а ујаци су му били републиканци. Његови родитељи селе се на југ 1851. и почињу отворено подржавати Конфедерацију. Држали су робове и организовали недељну школу за њих. Старали су се о рањеним војницима у својој цркви. Отац му је служио као армијски капелан и био је оснивач, а од 1861. до 1898. и вођа Јужњачке презвитеријанске цркве.
Вудро Вилсон је имао потешкоћа у читању, што је можда било узроковано дислексијом, али је успео да стекне академско образовање захваљујући одлучности и самодисциплини. Школу је похађао код куће, а провео је годину дана на Давидсон колеџу пре него што је прешао на Принстон и дипломирао 1879. Након тога је студирао право на Универзитету у Вирџинији и кратко се бавио правом у Атланти. Звање доктора политичких наука стекао је 1886. на новооснованом Универзитету Џонс Хопкинс одбранивши дисертацију Конгресна влада.
"Политика" је Вилсонов некролог закључила да "Са смрћу Вудроа Вилсона ми Срби губимо једног од наших највећих и најплеменитијих пријатеља коме судбина није дала да буде наш највећи добротвор". Пошту су му одали  Скупштина и универзитет. Трг испред Београдске железничке станице је још за његовог живота, најкасније 1921, назван "Вилзонов" или "Вилсонов трг" (после рата то је "Трг братства и јединства", данас Савски трг).
Град Београд је крајем 2019. године један булевар у новоизграђеном насељу Београд на води назвао у част Вудроа Вилсона.